# Беккер, Альберт Эрнст Антон
Альберт Эрнст Антон Беккер (нем. Albert Ernst Anton Becker; 13 июня 1834, Кведлинбург — 10 января 1899, Берлин) — немецкий композитор, дирижёр.

## Биография
Учился у Зигфрида Дена (1853—1856) в Берлине. С 1881 г. преподавал в Консерватории Шарвенки, затем в берлинской Академии искусств (среди его учеников, в частности, были Ян Сибелиус, Оскар Мериканто, Карл Кребс). В 1890 г. возглавил Королевский придворный хор.
Как композитор добился своего первого успеха в 1861 году, когда его первая симфония соль минор получила второй приз на конкурсе симфонических произведений, организованном Музикферайн. Был известен, главным образом, своей церковной и хоровой музыкой, в том числе Мессой си-бемоль минор (1878). Оставил также фортепианный квинтет, ряд сочинений для скрипки с оркестром, песни, неоконченную оперу «Лорелея».
С 1884 года он был профессором и преподавателем в Берлинской академии. Его самым известным учеником был Ян Сибелиус, которого он обучал контрапункту с 1889 по 1890 год. 
Внук Беккера — композитор Гюнтер Рафаэль.